# Finnischer Fußballpokal 2010
Der Finnische Fußballpokal 2010 (finnisch Suomen Cup 2010) war die 56. Austragung des finnischen Pokalwettbewerbs. Er wurde vom finnischen Fußballverband ausgetragen. Das Finale fand am 25. September 2010 im Sonera Stadium von Helsinki statt.
Pokalsieger wurde Turku PS. Das Team setzte sich im Finale gegen HJK Helsinki durch und qualifizierte sich damit für die 2. Qualifikationsrunde der Europa League. Titelverteidiger Inter Turku war im Viertelfinale gegen IFK Mariehamn ausgeschieden.
Alle Begegnungen wurden in einem Spiel ausgetragen. Bei unentschiedenem Ausgang wurde das Spiel um zweimal 15 Minuten verlängert. Stand danach kein Sieger fest, folgte ein Elfmeterschießen.

## Teilnehmende Teams
Die Teilnahme war freiwillig. Insgesamt 271 Mannschaften hatten für den Pokalwettbewerb gemeldet. In den ersten beiden Runden traten Teams aus der Kolmonen (4. Liga) oder tiefer an, sowie Juniorenmannschaften. Seniorenmannschaften waren nicht mehr zugelassen. Die Mannschaften der zweiten und dritten Liga stiegen in der 3. Runde ein. Zehn Erstligisten traten in der 4. Runde ein. Die vier Europacup-Teilnehmer starteten in der 5. Runde.
| Runde         | Zugänge | Sieger der letzten Runde | Spiele / Sieger |
| ------------- | ------- | ------------------------ | --------------- |
| 1. Runde      | 2200    | –                        | 1100            |
| 2. Runde      | –       | 1100                     | 55              |
| 3. Runde      | 37      | 55                       | 46              |
| 4. Runde      | 10      | 46                       | 28              |
| 5. Runde      | 04      | 28                       | 16              |
| 6. Runde      | –       | 16                       | 08              |
| Viertelfinale | –       | 08                       | 04              |
| Halbfinale    | –       | 04                       | 02              |
| Finale        | –       | 02                       | 01              |
| Gesamt        | 2710    |                          | 2700            |

## 1. Runde
|                                                 | Ergebnis              |                                  |
| ----------------------------------------------- | --------------------- | -------------------------------- |
| AFC EMU                                         | 0:5                   | Savannan Pallo                   |
| Töölön Taisto                                   | 0:5                   | Malmin Palloseura                |
| Kurvin Vauhti                                   | 5:1                   | FC Pakila                        |
| HDS Helsinki                                    | 0:0 n. V. (4:5 i. E.) | FC Kontu                         |
| FC Brunnsparkens Bröder                         | 1:5                   | Töölön Vesa                      |
| Helsingin Punalippu                             | 6:1                   | Pohjois-Haagan Urheilijat        |
| IF Gnistan-4                                    | 0:1                   | HJK Helsinki Junioren/Kannelmäki |
| AC Stadin Sissit                                | 0:2                   | Puistolan Urheilijat             |
| FC Degis Helsinki                               | 1:2                   | Herttoniemen Toverit             |
| IF Gnistan-3                                    | 4:2                   | AC Stadin Sissit/Europort        |
| Helsingin Palloseura                            | 4:0                   | Pohjois-Haagan Urheilijat        |
| Pallo-Pojat Junioren                            | 1:3                   | Malmin Palloseura/Atletico Malmi |
| HJK Helsinki Junioren                           | 0:3                   | Pajamäen Pallo-Veikot            |
| Suurmetsän Urheilijat                           | 1:5                   | Helsingin Ponnistus              |
| Pallo-Pojat Junioren/Haastajat                  | 2:2 n. V. (4:5 i. E.) | Laajasalon Palloseura/Kuninkaat  |
| Pohjois-Haagan Urheilijat-3                     | 3:1                   | Karhupuiston Vartijat            |
| Malmin Palloseura/SC Oldstars                   | 1:2                   | IF Gnistan-2                     |
| Savannan Pallo-2                                | 4:2                   | Pohjois-Haagan Urheilijat-2      |
| Helsingfors Idrottsvänner                       | 0:2                   | Pajamäen Pallo-Veikot-2          |
| FC Juhlahevoset                                 | 1:2                   | Helsingin Kukkaislapset          |
| Haukilahden Pallo-4                             | 2:8                   | SexyPöxyt                        |
| BK-46 Karis-2                                   | 1:2                   | IF Sibbo-Vargarna                |
| Naseva Nastola                                  | 0:3                   | FC Espoo-2                       |
| Riipilän Raketissa-2                            | 1:2                   | Kyrkslätt IF/FC Kirkkonummi      |
| Keravan Pallo-75/Salon Pojat                    | 0:7                   | Nummelan Palloseura              |
| FC Västnyland                                   | 0:9                   | Järvenpään PS                    |
| Riipilän Raketissa                              | 4:1                   | Leppävaaran Pallo                |
| FC Kasiysi Rocky Espoo                          | 2:2 n. V. (3:4 i. E.) | Vantaan Jalkapalloseura          |
| Nastolan Nopsa                                  | 0:8                   | Etelän-Espoon Pallo              |
| Hyvinkään Palloseura                            | 1:2                   | Korson Palloseura                |
| FC Pathoven                                     | 3:2                   | Orimattilan Pedot                |
| FC Tuusula                                      | 0:0 n. V. (8:7 i. E.) | Masalan Kisan                    |
| FC Bärcelona                                    | 00:16                 | Salpausselän Reipas              |
| Nummelan Palloseura-2                           | 0:0 n. V. (3:5 i. E.) | Keravan Dynamo                   |
| Ekenäs IF/Akademi                               | 5:1                   | Biisonit Karjalohja              |
| Haukilahden Pallo                               | 1:9                   | Nurmijärven Jalkapalloseura      |
| Lahen Pojat JS                                  | 2:2 n. V. (1:2 i. E.) | Riihimäen Ilves                  |
| Järvenpään PS-2                                 | 0:5                   | Tikkurilan PS                    |
| Popiniemen Ponnistus                            | 7:2                   | Ristiinan Pallo                  |
| Liljendal Idrottsklub                           | 1:5                   | FC Peltirumpu                    |
| FC Villisiat Elimäki                            | 2:0                   | Karhulan Pojat                   |
| Haminan Pallo-Kissat                            | 1:2                   | Sudet Kouvola                    |
| Lauritsalan Työväen Palloilijat/Lappeen Pelurit | 2:0                   | FC Kausala                       |
| Kotkan Jäntevä                                  | 2:3                   | Kotkan Työväen Palloilijat       |
| Imatran Pallo-Salamat                           | 1:1 n. V. (6:5 i. E.) | Kotkan Peli-Karhut -89           |
| Savonlinnan Työväen Palloseura-2                | 1:4                   | Kultsu Joutseno                  |
| Sudet Kouvola-2                                 | 1:2                   | Kotkas Reipas                    |
| Voikkaan Pallo-Peikot                           | 2:0                   | FC Loviisa                       |
| Kotkan Jäntevä-2                                | 1:0                   | Heinolan Palloilijat-47          |
| Siilinjärven Palloseura-2                       | 0:1                   | Siilinjärven Palloseura          |
| Ylämyllyn Yllätys                               | 1:2                   | Kuopion Jalkapallokerho          |
| Rautalammin Urheilijat                          | 2:2 n. V. (6:7 i. E.) | Toivalan Urheilijat              |
| Joensuun Palloseura                             | 0:1                   | SC Zulimanit                     |
| Lapinlahden Pallo -95                           | 3:2                   | AFC Keltik Joensuu               |
| Oulaisten Huima                                 | 0:9                   | SC Kuopio Futis-98               |
| Manhattan Project Kuopio                        | 2:0                   | Tohmajärven Palloseura-90        |
| Haapamäen Pallo-Pojat                           | 4:1                   | FC Kurd Jyväskylä                |
| Urheiluseura Skädäm                             | 1:5                   | Vihtavuoren Pamaus               |
| Blue Eyes Jyväskylä/Harjun Potku                | 0:3                   | Jämsänkosken Ilves               |
| Keuruun Pallo                                   | 0:5                   | Jyväskylän Seudun PS             |
| Blue Eyes Jyväskylä-3                           | 3:1                   | FC MultiAnts                     |
| Palokan Riento                                  | 0:3                   | Kampuksen Dynamo                 |
| Jyväskylän Nousu                                | 1:6                   | Blue Eyes Jyväskylä              |
| FC Vaajakoski/Reds                              | 1:4                   | Karstulan Kiva                   |
| Torre Calcio Turku                              | 0:5                   | Kaarinan Palloseura              |
| Turun Weikot                                    | 0:2                   | Maskun Palloseura                |
| Paimion Haka                                    | 1:5                   | Kaarinan Reipas                  |
| Naantalin VG-62                                 | 3:0                   | Raision Ryhti                    |
| AC Sauvo                                        | 00:15                 | Turun Toverit                    |
| Piikkiön Palloseura                             | 1:6                   | Liedon Pallo                     |
| Turun Pallokerho-3                              | 0:3                   | Ruskon Pallo -67                 |
| Turun Ponteva                                   | 0:6                   | Jyrkkälän Tykit                  |
| Raision Työväen Palloilijat                     | 0:2                   | Pargas IF                        |
| SC Hornets                                      | 0:7                   | FC Boda Kemiönsaari              |
| Huhtamon Nuorisoseura                           | 0:6                   | FC Rauma                         |
| Euran Pallo                                     | 2:2 n. V. (2:4 i. E.) | Nakkilan Nasta                   |
| Koitto Noormarkku                               | 2:3                   | Pihlavan Tyoväen Urheilijat      |
| Luvian Veto                                     | 0:5                   | Toejoen Veikot                   |
| Pispalan Ponnistajat                            | 0:1                   | Forssan JK                       |
| AC Darra Tampere                                | 3:1                   | FC Trompi                        |
| Nekalan Pallo                                   | 3:0                   | Parolan Visa                     |
| FC Melody                                       | 3:5                   | Lempäälän Toivot                 |
| Tampereen Pallo-Veikot                          | 3:4                   | Tampereen Peli-Toverit           |
| Sääksjärven Loiske                              | 1:1 n. V. (3:4 i. E.) | PP-70 Tampere                    |
| Ylöjärven Pallo                                 | 2:7                   | Tampereen-Viipurin Ilves-Kissat  |
| Parkunmäen Apassit                              | 1:8                   | Lempäälän Kisa-Futis             |
| Valkeakosken Koskenpojat                        | 0:6                   | Tampereen Kisa-Toverit           |
| Kuninkaallinen Kristallipalatsi                 | 0:5                   | Tervakosken Pato                 |
| PP-70 Tampere-2                                 | 0:5                   | Hämeenlinnan Härmä               |
| Turun Pallokerho                                | 2:0                   | Nokian Palloseura                |
| Lapuan Ponnistus                                | 2:2 n. V. (7:8 i. E.) | Tervalaakson Teräs               |
| FC Korsholm Young Boys                          | 5:2                   | Kaskö IK/Teuvan Pallo            |
| Korsnäs FF/Petalax IK                           | 10:10                 | Jurva-70 Jalkapallo              |
| Nurmon Pallo                                    | 03:0 1                | Vähänkyron Viesti                |
| FC Korsholm-3                                   | 3:3 n. V. (3:1 i. E.) | Kungliga Wasa CF                 |
| Kortesjärven Järvi-Veikot/Kanu                  | 00:3 2                | Vaasan Palloseuran Junioren      |
| Black Islanders                                 | 2:3                   | Ilmajoen Kisailijat              |
| FC Kuffen                                       | 00:10                 | Lapuan Virkiä                    |
| Pedersöre FF                                    | 0:3                   | IFK Jakobstad                    |
| FC Sääripotku                                   | 3:2                   | Ylöjärven Pallo-2                |
| Esse IK-2                                       | 1:1 n. V. (1:3 i. E.) | Kokkolan Palloveikot-2           |
| IK Myran Nedervetil                             | 3:0                   | Lohtajan Veikot                  |
| AC Kajaani                                      | 2:0                   | Haukiputaan Pallo                |
| JS Hercules Oulu                                | 0:0 n. V. (3:4 i. E.) | FC Nets Oulu                     |
| Inter Välivainio FC                             | 1:3                   | FC Rio Grande                    |
| FC Oulun Pallo-2                                | 00:3 3                | Spartak Kajaani                  |
| FC-88 Kemi                                      | 1:0                   | FC Muurola                       |
| Pattijoen Tempaus                               | 0:9                   | Oulun Luistinseura               |
| FC RAI Oulu                                     | 3:1                   | Ajax-Sarkkiranta                 |
| Oulun Reipas                                    | 2:2 n. V. (4:5 i. E.) | Oulun Palloseura                 |

## 2. Runde
|                                  | Ergebnis              |                                                 |
| -------------------------------- | --------------------- | ----------------------------------------------- |
| Töölön Vesa                      | 1:1 n. V. (3:4 i. E.) | FC Kontu                                        |
| Pajamäen Pallo-Veikot-2          | 0:0 n. V. (3:5 i. E.) | Malmin Palloseura                               |
| IF Gnistan-3                     | 2:0                   | Herttoniemen Toverit                            |
| HJK Helsinki Junioren/Kannelmäki | 0:0 n. V. (5:6 i. E.) | IF Gnistan-2                                    |
| Pajamäen Pallo-Veikot            | 8:2                   | Puistolan Urheilijat                            |
| Laajasalon Palloseura/Kuninkaat  | 1:3                   | Savannan Pallo                                  |
| Helsingin Kukkaislapset          | 0:5                   | Helsingin Palloseura                            |
| Helsingin Punalippu              | 0:5                   | Malmin Palloseura/Atletico Malmi                |
| Savannan Pallo-2                 | 0:2                   | Helsingin Ponnistus                             |
| Kurvin Vauhti                    | 0:0 n. V. (4:3 i. E.) | Pohjois-Haagan Urheilijat-3                     |
| FC Espoo-2                       | 0:3                   | Tikkurilan PS                                   |
| Vantaan Jalkapalloseura          | 1:4                   | Etelän-Espoon Pallo                             |
| Ekenäs IF/Akademi                | 0:5                   | Nurmijärven Jalkapalloseura                     |
| Kyrkslätt IF/FC Kirkkonummi      | 0:4                   | Nummelan Palloseura                             |
| Riipilän Raketissa               | 7:2                   | Riihimäen Ilves                                 |
| FC Pathoven                      | 0:6                   | Salpausselän Reipas                             |
| FC Tuusula                       | 0:6                   | Järvenpään PS                                   |
| Korson Palloseura                | 0:5                   | SexyPöxyt Espoo                                 |
| Keravan Dynamo                   | 2:0                   | IF Sibbo-Vargarna                               |
| Kotkan Työväen Palloilijat       | 3:0                   | Kotkas Reipas                                   |
| Imatran Pallo-Salamat            | 0:0 n. V. (2:4 i. E.) | Voikkaan Pallo-Peikot                           |
| Kotkan Jäntevä-2                 | 0:0 n. V. (4:3 i. E.) | FC Villisiat Elimäki                            |
| Popiniemen Ponnistus             | 5:0                   | Lauritsalan Työväen Palloilijat/Lappeen Pelurit |
| FC Peltirumpu                    | 0:4                   | Sudet Kouvola                                   |
| SC Zulimanit                     | 1:2                   | Kultsu Joutseno                                 |
| Lapinlahden Pallo -95            | 1:5                   | SC Kuopio Futis-98                              |
| Toivalan Urheilijat              | 1:2                   | Siilinjärven Palloseura                         |
| Manhattan Project Kuopio         | 3:1                   | Kuopion Jalkapallokerho                         |
| Karstulan Kiva                   | 1:4                   | Vihtavuoren Pamaus                              |
| Jyväskylän Seudun PS             | 3:1                   | Jämsänkosken Ilves                              |
| Kampuksen Dynamo                 | 3:1                   | Blue Eyes Jyväskylä-3                           |
| Haapamäen Pallo-Pojat            | 1:6                   | Blue Eyes Jyväskylä                             |
| FC Boda Kemiönsaari              | 2:0                   | Jyrkkälän Tykit                                 |
| Ruskon Pallo -67                 | 0:2                   | Kaarinan Reipas                                 |
| Naantalin VG-62                  | 3:1                   | Kaarinan Palloseura                             |
| Pargas IF                        | 1:4                   | Turun Toverit                                   |
| Maskun Palloseura                | 0:0 n. V. (1:2 i. E.) | Liedon Pallo                                    |
| Pihlavan Tyoväen Urheilijat      | 0:0 n. V. (4:2 i. E.) | Toejoen Veikot                                  |
| FC Rauma                         | 3:0                   | Nakkilan Nasta                                  |
| Hämeenlinnan Härmä               | 4:0                   | Lempäälän Toivot                                |
| Lempäälän Kisa-Futis             | 2:1                   | Forssan JK                                      |
| Turun Pallokerho                 | 4:0                   | Tervakosken Pato                                |
| AC Darra Tampere                 | 3:5                   | PP-70 Tampere                                   |
| Tampereen Kisa-Toverit           | 0:1                   | Tampereen-Viipurin Ilves-Kissat                 |
| Nekalan Pallo                    | 2:1                   | Tampereen Peli-Toverit                          |
| Lapuan Virkiä                    | 1:0                   | Ilmajoen Kisailijat                             |
| Tervalaakson Teräs               | 0:8                   | Vaasan Palloseuran Junioren                     |
| FC Korsholm-3                    | 1:3                   | Nurmon Pallo                                    |
| Korsnäs FF/Petalax IK            | 2:0                   | FC Korsholm Young Boys                          |
| FC Sääripotku                    | 2:1                   | IK Myran Nedervetil                             |
| Kokkolan Palloveikot-2           | 1:1 n. V. (5:4 i. E.) | IFK Jakobstad                                   |
| Oulun Luistinseura               | 1:2                   | Oulun Palloseura Junioren                       |
| FC Nets Oulu                     | 6:1                   | FC-88 Kemi                                      |
| FC Rio Grande                    | 02:11                 | Spartak Kajaani                                 |
| FC RAI Oulu                      | 0:4                   | AC Kajaani                                      |

## 3. Runde
In dieser Runde stiegen die Mannschaften der zweiten (11) und dritten Liga (26) ein. Unterklassige Teams hatten Heimrecht.
|                                  | Ergebnis              |                                 |
| -------------------------------- | --------------------- | ------------------------------- |
| Laajasalon Palloseura            | 4:2                   | FC Futura                       |
| Grankulla IFK                    | 3:1                   | FC Espoo                        |
| Helsingin Palloseura             | 3:4 n. V.             | FC Kuusankoski                  |
| Järvenpään PS                    | 0:3                   | PEPO Lappeenranta               |
| PK Keski-Uusimaa                 | 1:5                   | PK-35 Vantaa                    |
| IF Gnistan-2                     | 0:6                   | Ekenäs IF                       |
| Malmin Palloseura                | 3:2                   | Savannan Pallo                  |
| Popiniemen Ponnistus             | 01:11                 | Helsingin Ponnistus             |
| IF Gnistan-3                     | 0:2                   | Sudet Kouvola                   |
| Malmin Palloseura/Atletico Malmi | 1:4                   | Pajamäen Pallo-Veikot           |
| Riipilän Raketissa               | 1:3                   | IF Gnistan                      |
| Kotkan Jäntevä-2                 | 2:5                   | Voikkaan Pallo-Peikot           |
| Kurvin Vauhti                    | 0:6                   | Mikkelin Palloilijat            |
| Kotkan Työväen Palloilijat       | 1:2                   | Lahden City Stars               |
| Keravan Dynamo                   | 0:2                   | Salpausselän Reipas             |
| Nummelan Palloseura              | 0:1                   | FC Viikingit                    |
| SexyPöxyt Espoo                  | 3:2                   | FC KooTeePee                    |
| FC Kontu                         | 0:4                   | Helsingfors IFK                 |
| Nurmijärven Jalkapalloseura      | 1:3                   | AC Vantaa                       |
| Etelän-Espoon Pallo              | 3:0                   | Atlantis FC                     |
| Tikkurilan PS                    | 1:5                   | Lohjan Pallo                    |
| SC Riverball                     | 2:1                   | Pallo-Kerho 37                  |
| Blue Eyes Jyväskylä              | 3:2                   | FC Vaajakoski                   |
| Vihtavuoren Pamaus               | 4:0                   | Siilinjärven Palloseura         |
| Manhattan Project Kuopio         | 02:11                 | SC Kuopio Futis-98              |
| Kultsu Joutseno                  | 0:3                   | JIPPO Joensuu                   |
| Kampuksen Dynamo                 | 0:3                   | Jyväskylän Seudun PS            |
| Naantalin VG-62                  | 0:3                   | FC Hämeenlinna                  |
| Liedon Pallo                     | 0:1                   | Ilves Tampere                   |
| FC Rauma                         | 0:1                   | Pallo-Iirot Rauma               |
| Nekalan Pallo                    | 0:1                   | FC Jazz Pori                    |
| Lempäälän Kisa-Futis             | 2:2 n. V. (6:5 i. E.) | Turun Pallokerho                |
| Pihlavan Tyoväen Urheilijat      | 1:6                   | Tampereen Pallo-Veikot          |
| Turun Toverit                    | 3:4                   | Musan Salama                    |
| Kaarinan Reipas                  | 0:6                   | Tampereen-Viipurin Ilves-Kissat |
| FC Boda Kemiönsaari              | 6:3 n. V.             | PP-70 Tampere                   |
| Hämeenlinnan Härmä               | 0:3                   | Someron Voima                   |
| Vaasan Palloseuran Junioren      | 0:3                   | Seinäjoen JK                    |
| FC Sääripotku                    | 0:2                   | Ylöjärven Pallo                 |
| FC Nets Oulu                     | 1:6                   | PS Kemi Kings                   |
| Spartak Kajaani                  | 1:0 n. V.             | Lapuan Virkiä                   |
| FC Santa Claus                   | 1:3 n. V.             | Rovaniemi PS                    |
| Gamlakarleby BK                  | 3:0                   | FC Oulun Pallo                  |
| Oulun Palloseura Junioren        | 1:0                   | AC Kajaani                      |
| Nurmon Pallo                     | 0:6                   | Kokkolan Palloveikot            |
| Kokkolan Palloveikot-2           | 5:1                   | Korsnäs FF/Petalax IK           |

## 4. Runde
Zehn Vereine aus der Veikkausliiga stiegen in dieser Runde ein. Unterklassige Teams hatten Heimrecht.
|                                 | Ergebnis              |                        |
| ------------------------------- | --------------------- | ---------------------- |
| Malmin Palloseura               | 1:4                   | Myllykosken Pallo -47  |
| Laajasalon Palloseura           | 3:1                   | Grankulla IFK          |
| Etelän-Espoon Pallo             | 4:3                   | PEPO Lappeenranta      |
| Salpausselän Reipas             | 4:1                   | Lohjan Pallo           |
| Pajamäen Pallo-Veikot           | 2:0                   | FC Kuusankoski         |
| Voikkaan Pallo-Peikot           | 2:4                   | Sudet Kouvola          |
| Helsingin Ponnistus             | 2:6 n. V.             | IF Gnistan             |
| Helsingfors IFK                 | 3:4 n. V.             | PK-35 Vantaa           |
| FC Viikingit                    | 2:2 n. V. (4:5 i. E.) | Mikkelin Palloilijat   |
| SexyPöxyt Espoo                 | 1:0                   | AC Vantaa              |
| Lahden City Stars               | 2:3                   | Ekenäs IF              |
| Vihtavuoren Pamaus              | 3:0                   | Blue Eyes Jyväskylä    |
| SC Riverball                    | 0:3                   | JIPPO Joensuu          |
| JJK Jyväskylä                   | 1:2                   | Kuopion PS             |
| Jyväskylän Seudun PS            | 0:1                   | SC Kuopio Futis-98     |
| Tampere United                  | 1:2                   | FC Lahti               |
| Tampereen-Viipurin Ilves-Kissat | 0:3                   | FC Jazz Pori           |
| Lempäälän Kisa-Futis            | 1:4                   | Tampereen Pallo-Veikot |
| Musan Salama                    | 0:6                   | Someron Voima          |
| FC Hämeenlinna                  | 1:2                   | Haka Valkeakoski       |
| Pallo-Iirot Rauma               | 0:1                   | IFK Mariehamn          |
| FC Boda Kemiönsaari             | 0:8                   | Ilves Tampere          |
| Spartak Kajaani                 | 0:6                   | FF Jaro                |
| Gamlakarleby BK                 | 2:2 n. V. (5:3 i. E.) | PS Kemi Kings          |
| Kokkolan Palloveikot            | 2:1                   | Rovaniemi PS           |
| Oulun Palloseura Junioren       | 1:1 n. V. (6:5 i. E.) | Ylöjärven Pallo        |
| Kokkolan Palloveikot-2          | 0:4                   | Seinäjoen JK           |
| Vaasan PS                       | 3:1                   | AC Oulu                |

## 5. Runde
In dieser Runde stiegen die vier Europacup-Teilnehmer HJK, Honka, TPS und Inter, die sich 2009 über die Liga qualifizierten, ein.
|                        | Ergebnis  |                           |
| ---------------------- | --------- | ------------------------- |
| Seinäjoen JK           | 1:2 n. V. | FF Jaro                   |
| Pajamäen Pallo-Veikot  | 1:3       | Turku PS                  |
| JIPPO Joensuu          | 0:1       | Kuopion PS                |
| FC Lahti               | 1:2       | Myllykosken Pallo -47     |
| FC Jazz Pori           | 1:2       | Vaasan PS                 |
| Salpausselän Reipas    | 2:0       | Laajasalon Palloseura     |
| Someron Voima          | 0:3       | IFK Mariehamn             |
| Kokkolan Palloveikot   | 2:1       | PK-35 Vantaa              |
| Ilves Tampere          | 2:1       | Vihtavuoren Pamaus        |
| Sudet Kouvola          | 4:0       | Oulun Palloseura Junioren |
| Ekenäs IF              | 0:1       | Haka Valkeakoski          |
| Tampereen Pallo-Veikot | 0:1       | FC Honka Espoo            |
| Gamlakarleby BK        | 0:3       | Mikkelin Palloilijat      |
| Etelän-Espoon Pallo    | 0:4       | HJK Helsinki              |
| SexyPöxyt Espoo        | 0:6       | Inter Turku               |
| IF Gnistan             | 3:0 n. V. | SC Kuopio Futis-98        |

## 6. Runde
|                      | Ergebnis  |                       |
| -------------------- | --------- | --------------------- |
| Vaasan PS            | 1:0       | Myllykosken Pallo -47 |
| Mikkelin Palloilijat | 0:2       | Kuopion PS            |
| Kokkolan Palloveikot | 0:1 n. V. | Inter Turku           |
| Turku PS             | 3:0       | FF Jaro               |
| HJK Helsinki         | 3:0       | FC Honka Espoo        |
| Sudet Kouvola        | 0:1       | Haka Valkeakoski      |
| Salpausselän Reipas  | 1:2       | Ilves Tampere         |
| IF Gnistan           | 0:3       | IFK Mariehamn         |

## Viertelfinale
|                  | Ergebnis |               |
| ---------------- | -------- | ------------- |
| Turku PS         | 2:1      | Ilves Tampere |
| HJK Helsinki     | 2:0      | Vaasan PS     |
| Haka Valkeakoski | 0:1      | Kuopion PS    |
| IFK Mariehamn    | 2:1      | Inter Turku   |

## Halbfinale
|              | Ergebnis |               |
| ------------ | -------- | ------------- |
| HJK Helsinki | 3:0      | IFK Mariehamn |
| Kuopion PS   | 1:2      | Turku PS      |

## Finale
| Paarung        | HJK Helsinki – Turku PS |
| Ergebnis       | 0:2 (0:1) |
| Datum          | 25. September 2010 um 15:00 Uhr (14:00 Uhr MESZ) |
| Stadion        | Sonera Stadium, Helsinki |
| Zuschauer      | 5.137 |
| Schiedsrichter | Vesa Pojonen |
| Tore           | 0:1 Mika Ääritalo (34.) 0:2 Riku Riski (90.+2') |
| HJK Helsinki   | Ville Wallén – Pyry Kärkkäinen (79. Jarno Parikka), Juhani Ojala, Rafinha – Tuomas Kansikas, Dema, Johannes Westö – Erfan Zeneli (46. Juho Mäkelä), Dawda Bah, Akseli Palvas (46. Teemu Pukki) Cheftrainer: Antti Muurinen                                             |
| Turku PS       | Jukka Lehtovaara – Jarno Heinikangas, Kalle Mäkinen, Jaakko Nyberg, Sami Rähmönen – Toni Kolehmainen, Mikko Manninen – Mika Ääritalo (90. Juho Lähde), Riku Riski, Jonatan Johansson (57. Chris Cleaver), Roope Riski (85. Babatunde Wusu) Cheftrainer: Marko Rojamäki |
| Gelbe Karten   | Dawda Bah, Dema – Mikko Manninen |